# 기타우오노메촌
기타우오노메촌(北魚目村)은 나가사키현 미나미마쓰우라군의 최북단에 있던 촌이다. 고토 열도의 나카도리섬 북부를 주요 촌의 지역으로 삼았다. 1956년에 남쪽에 위치하고 있는 우오노메촌과 합병해 신우오노메정이 되었다.

## 역사
- 1889년 4월 1일 - 정촌제 시행에 의해 미나미마쓰우라군 기타우오노메촌이 성립하였다.
- 1955년 2월 11일 - 우오노메촌과 합병해 신우오노메정이 성립하여, 기타우오노메촌은 소멸하였다.

## 참고문헌
- 角川日本地名大辞典 42 長崎県
- 長崎県壱岐石田郡村要覧「那賀村」（1894年）国立国会図書館デジタルコレクション